# Isaac Hamilton
Isaac Hamilton, né le 14 mai 1994, à Los Angeles, en Californie, est un joueur américain de basket-ball. Il évolue au poste d'arrière.

## Palmarès
- McDonald's All-American Team 2013